# Ferdinand Lindgreen
Ferdinand Ludvig Vilhelm Lindgreen, född (döpt den 10 april) 1770 i Köpenhamn, död där den 18 juni 1842, var en dansk skådespelare, halvbror till skådespelerskan Caroline Walther.
Lindgreen blev student 1790 och debuterade samma år på kungliga teatern samt var till 1838 en av dess yppersta skådespelare i komiska, särskilt holbergska, roller. Huvudrollen i Jeppe paa Bjerget framhålls som hans bästa prestation. Sedan 1817 var han instruktör, visade stor duglighet och var bland annat Ludvig Phisters lärare.